# Жан Етьєн Дюбі
Жан Етьєн Дюбі (фр. Jean Etienne Duby или фр. Jean-Etienne Duby, 15 лютого 1798 — 24 листопада 1885) — швейцарський ботанік, міколог та теолог.

## Біографія
Жан Етьєн Дюбі народився у Женеві 15 лютого 1798 року.
Дюбі вивчав теологію у Женеві, написав дисертацію і був освячений у 1820 році. Він відіграв важливу роль у церкві Женеви.
Жан Етьєн Дюбі проводив дослідження в галузі ботаніки, став експертом по грибах, а також по європейських та екзотичних мохах, з яких він створив багату колекцію.
Дюбі очолював Товариство фізики та природної історії Женеви (1860–1861), був кореспондентом Біологічного товариства Парижа та Московського товариства дослідників природи.
Жан Етьєн Дюбі помер у Женеві 24 листопада 1885 року.

## Наукова діяльність
Жан Етьєн Дюбі спеціалізувався на водоростях, папоротеподібних, мохоподібних, насіннєвих рослинах та на мікології.

## Публікації
- Botanicon gallicum (2 vol., 1828–1830)[3].
- Une monographie des primulacées dans le tome VIII du Prodromus (1844) d'Augustin-Pyramus de Candolle[3].
- Essai d'application a` une tribu d'algues de quelques principes de taxonomie, ou, Mèmoire sur le groupe des Cèramièes, 1832
- Mèmoire sur la famille des primulacèes, 1844
- Choix de cryptogames exotiques nouvelles ou mal connues. 1867
- Mousses exotiques, 1868—1881.